# Baloghibrasiluropoda
Baloghibrasiluropoda es una familia de ácaros perteneciente al orden Mesostigmata.

## Especies
- Baloghibrasiluropoda Hirschmann, 1973
  - Baloghibrasiluropoda foveatoides Hirschmann, 1973
  - Baloghibrasiluropoda foveolata Hirschmann, 1973
  - Baloghibrasiluropoda foveolatasimilis Hirschmann, 1973